# Op Flohr Stadion
Le Op Flohr Stadion est un stade de football luxembourgeois basé à Grevenmacher.
Ce stade de 4 062 places accueille les matchs à domicile du CS Grevenmacher, club évoluant dans le championnat du Luxembourg de football de D1.